# Атаджанян, Карина Романовна
Карина Романовна Атаджанян (род. 21 марта 2004, Липецк) — российская волейболистка, либеро.

## Биография
Начала заниматься волейболом в 2011 году в липецкой ДЮСШ № 2. Первый тренер — С.В.Финогеев.
С 2017 выступала за команду «Липецк-Индезит»-2 в первой лиге чемпионата России. С 2020 играет за «Липецк»-2 в молодёжной лиге. Одновременно заявлена и за основную команду ВК «Липецк», в составе которой 21 января 2023 года дебютировала в суперлиге чемпионата России.

### Клубная карьера
- с 2017 —  «Липецк-Индезит»-2/«Липецк»-2 (Липецк);
- с 2023 —  «Липецк» (Липецк)